# 532

## Události
Povstání Níká v hlavním městě Byzantské říše Konstantinopoli (nebo také Cařihrad/Istanbul)

## Narození
- ? – Marius z Avenches, galsko-římský historik, biskup v Aventicu, světec († 31. prosince 596)

## Úmrtí
- 5. prosince – Sáva Posvěcený, křesťanský poustevník, kněz a světec (* 439)

## Hlavy států
- Papež – Bonifác II. (530–532)
- Byzantská říše – Justinián I. (527–565)
- Franská říše
  - Soissons – Chlothar I. (511–561)
  - Paříž – Childebert I. (511–558)
  - Remeš – Theuderich I. (511–534)
- Anglie
  - Wessex – Cerdic (519–534)
  - Essex – Aescwine (527–587)
- Perská říše – Husrav I. (531–579)
- Ostrogóti – Athalarich (526–534)
- Vizigóti – Theudes (531–548)
- Vandalové – Gelimer (530–534)